# Réflexion (mathématiques)
Pour les articles homonymes, voir Réflexion.

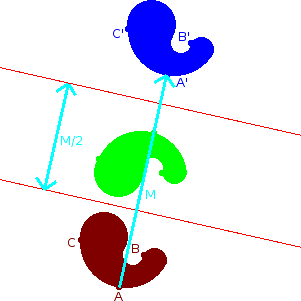
La composée de deux réflexions du plan d'axes parallèles est une translation.

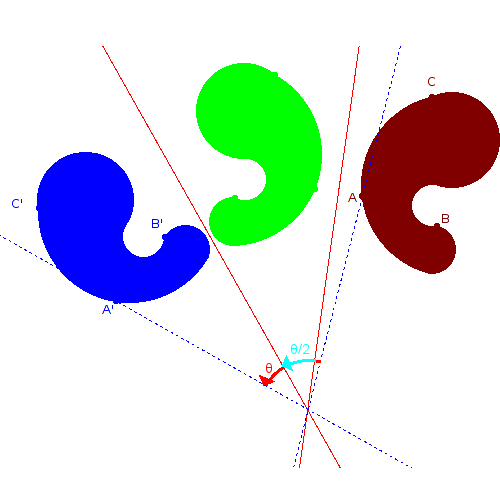
La composée de deux réflexions du plan d'axes concourants est une rotation plane autour du point d'intersection des axes.

En mathématiques, une réflexion ou symétrie axiale du plan euclidien est une symétrie orthogonale par rapport à une droite  (droite vectorielle s'il s'agit d'un plan vectoriel euclidien). Elle constitue alors une symétrie axiale orthogonale.
Plus généralement, dans un espace euclidien quelconque, une réflexion est une symétrie orthogonale par rapport à un hyperplan, c'est-à-dire à un sous-espace de codimension 1. En dimension 3, il s'agit donc d'une symétrie orthogonale par rapport à un plan. L'origine du terme se conçoit bien en liaison avec les miroirs qui réfléchissent une image. Figure image et figure initiale sont isométriques.
Les réflexions, comme toutes les symétries, sont des transformations involutives. 
Une réflexion est un antidéplacement (ou isométrie négative).

## Exemples
Dans un plan vectoriel euclidien rapporté à une base orthonormée, 
- la réflexion par rapport à l'axe des {\displaystyle x} est l'application

{\displaystyle (x,y)\mapsto (x,-y)} ;
- la réflexion par rapport à l'axe des {\displaystyle y} est l'application

{\displaystyle (x,y)\mapsto (-x,y)} ;
- la réflexion par rapport à l'axe {\displaystyle y=x}  est l'application

{\displaystyle (x,y)\mapsto (y,x)} ;
- la réflexion par rapport à l'axe {\displaystyle y=-x} est l'application

{\displaystyle (x,y)\mapsto (-y,-x)}.

## Propriétés générales
Les réflexions vectorielles d'un espace euclidien peuvent s'exprimer à l'aide d'un vecteur {\displaystyle k\neq 0} normal à l'hyperplan de réflexion :
{\displaystyle s(x)=x-2{\frac {\langle x\mid k\rangle }{\|k\|^{2}}}k}
Ce sont des isométries vectorielles de déterminant -1. Elles conservent le produit scalaire mais elle transforment toute base orthonormée en une base orthonormée d'orientation contraire. On reconnaît dans la réflexion l'expression de la projection orthogonale sur la droite engendrée par k : {\displaystyle s=\mathrm {Id} -2p_{k}} ; la réflexion est donc aussi un endomorphisme autoadjoint.
Selon le théorème de Cartan-Dieudonné, les réflexions engendrent le groupe orthogonal. Plus précisément, en dimension n, toute isométrie vectorielle est produit d'au plus n réflexions.
En base orthonormale, les réflexions ont pour matrices représentatives les matrices de Householder qui interviennent par exemple dans l'algorithme de décomposition QR.

## Expression dans une algèbre géométrique
Dans une algèbre géométrique (algèbre de Clifford), la réflexion par rapport à l'hyperplan orthogonal à un vecteur {\displaystyle n} tel que {\displaystyle n^{2}=1} est
{\displaystyle \quad a\mapsto -nan}.